# Гандини дель Грано, Джорджо
Джорджо Гандини (Гандино) дель Грано (итал. Giorgio Gandini, Gandino del Grano; 1490, Парма — 1538, Парма) — итальянский живописец пармской школы.

## Биография
О жизни художника известно крайне мало. В 1535 году он был избран для завершения росписи апсиды Пармского собора. Предположительно, был учеником Антонио да Корреджо либо, как минимум, испытал его влияние. Главным произведением Гандини, вероятно, является алтарь Святого Михаила, который ныне находится в Национальной галерее в Парме.
Художник задокументирован в Парме в четвёртом десятилетии шестнадцатого века. Сын Оньиссанте Гандини и Лукреции дель Грано, он добавил фамилию матери к отцовской в 1528 году, когда она была названа наследницей вместе со своими детьми семейного достояния Гандини. Скудность имеющихся документов препятствует выяснению личности живописца, многие стороны его жизни и деятельности до сих пор неизвестны.
В документах Гандини упоминается как «pictor parmensis». Принимая во внимание малочисленность и стилевую однородность произведений художника, можно предположить, что он действовал довольно короткий период, в границах 1528—1538 годов.
Забытый источниками тех лет, Гандини вошёл в художественную историографию лишь в XVIII веке, когда историограф Антонио Орланди определил его как «ученика Корреджо и живописца хорошего класса»; аббат Луиджи Ланци включил его произведения в число «больших заслуг» Корреджо, видя вмешательство мастера в его картины.
Творчество Гандини долгое время смешивали с деятельностью кремонского художника Бернардино Гатти. Фундаментальный вклад в различие двух художественных личностей внёс Конрад Оберхубер, который вновь атрибутировал группу рисунков в пользу Гандини. Затем несколько работ были исключены из каталога Гатти, а корпус изображений Гандини стал предметом различных интерпретаций.
С влиянием Корреджо, датируемым примерно 1528—1530 годами, связан алтарь с изображением города Пармы, посвященный Деве Марии (Милан, коллекция Галларати Скотти). Близкой по хронологии и стилю к миланскому алтарю является картина «Мистическое обручение Святой Екатерины», сохранившаяся в коллекции графа Ярборо в парке Броклсби, ранее приписывавшаяся Корреджо или Гатти. К тем же годам относится «Отдых после бегства в Египет» (Хельсинки, собрание Рошер-Хольмберга). Первые свидетельства, относящиеся к фрескам Пармского собора, также относятся к 1535 году и, хотя они не были созданы, показывают, что к этому времени художник достиг значительного престижа.